# عملية ضربة على الرأس
عملية ضربة على الرأس عملية عسكرية يمنية ضد المسلحين المتمردين في مدينة صعدة اليمنية في محافظة صعدة. بدأت قوات الحكومية اليمنية في محاولة للسيطرة على المدينة يوم 13 يناير 2010. في ذلك اليوم قتل عبد الله المحضار قائد المقاومة الإسلامية من قبل قوات الأمن اليمنية.

## تمرد المنطقة
في يونيو 2004 عاد التمرد في اليمن. تلقت الحكومة اليمنية مساعدة من الولايات المتحدة للسيطرة على قوة المتمردين. من يونيو إلى أغسطس 2004 اشتبك الحوثيون مع الحكومة اليمنية تحت قيادة حسين الحوثي. قتل الحوثي أثناء التمرد بحلول سبتمبر. استلم شقيقه عبد الملك الحوثي قيادة المتمردين حتى اليوم. أطلق الحلفاء عملية الأرض المحروقة ولكن المتمردين وافقوا على هدنة قصيرة في 12 فبراير 2010.

## العملية
قادت القوات الحكومية اليمنية عملية عسكرية ضد المتمردين في مدينة صعدة. قاد عبد الله المحضار متمردي تنظيم القاعدة ضد القوات الحكومية. قاتل متمردون إسلاميون آخرون أيضا ضد القوات اليمنية مما أدى إلى تدمير جزء كبير من المدينة صعدة القديمة. العديد من المباني تحولت إلى أنقاض. قتل فيصل المحظار في تبادل لإطلاق النار مع قوات الأمن في يوم الافتتاحي للصراع. قتل خمسة عشر من المتمردين الشيعة في اليومين التاليين في العملية. في 19 يناير 2010 قتل العديد من المتمردين من قبل القوات الحكومية في غارات على مخابئ الحوثيين في الزاوية القديمة من الشمال. 25 متمردا أسروا من قبل قوات الحكومة اليمنية. انتهت العملية بعد إعلان هدنة بين الجانبين في 12 فبراير 2010.